# Dallas City
Dallas City é uma cidade localizada no estado americano de Illinois, no Condado de Hancock e Condado de Henderson.

## Demografia
Segundo o censo americano de 2000, a sua população era de 1055 habitantes.
Em 2006, foi estimada uma população de 1003, um decréscimo de 52 (-4.9%).

## Geografia
De acordo com o United States Census Bureau tem uma área de
8,5 km², dos quais 6,2 km² cobertos por terra e 2,3 km² cobertos por água. Dallas City localiza-se a aproximadamente 166 m acima do nível do mar.

## Localidades na vizinhança
O diagrama seguinte representa as localidades num raio de 20 km ao redor de Dallas City.